# Gradient ciśnienia
Gradient ciśnienia – wielkość fizyczna określająca kierunek największego przyrostu ciśnienia gazu lub cieczy oraz przyrost ciśnienia przypadający na jednostkę długości, jest wielkością wektorową, jego jednostką w układzie SI jest paskal na metr (Pa/m). Matematycznie jest gradientem z ciśnienia. Występowanie gradientu ciśnienia wywołuje siłę gradientu ciśnienia.
Wielkość ta ma fundamentalne znaczenie w mechanice płynów i dyscyplinach pochodnych, m.in. w hydrodynamice podziemnej i meteorologii.

## Definicja
Gradient ciśnienia jest wektorem, którego składowe w chwili {\displaystyle t} (w kartezjańskim układzie odniesienia) równe są pochodnym cząstkowym ciśnienia {\displaystyle P(x,y,z,t)} względem współrzędnych przestrzennych {\displaystyle x,y,z{:}}
{\displaystyle \mathrm {grad} \,P(x,y,z,t)\;{\stackrel {\mathrm {df} }{=}}\;\left({\frac {\partial P(x,y,z,t)}{\partial x}},{\frac {\partial P(x,y,z,t)}{\partial y}},{\frac {\partial P(x,y,z,t)}{\partial z}}\right).}
Gradient ciśnienia oznaczany też bywa za pomocą operatora nabla:
{\displaystyle \mathrm {grad} \,P\equiv \nabla P}
Tak rozumiane pojęcie gradientu ciśnienia jest zgodne z matematycznym pojęciem gradientu pola skalarnego. Należy jednak pamiętać, że wykorzystane w jego definicji pochodne mają sens tylko w takich skalach przestrzennych, w jakich określone jest pojęcie ciśnienia (por. np. dyskusję tego zagadnienia w haśle funkcja rozkładu) i na jakich zmiany ciśnienia są technicznie mierzalne. Stąd też w zastosowaniach praktycznych stosuje się nieco uproszczoną definicję gradientu ciśnienia jako wektora prostopadłego do powierzchni (w zagadnieniach trójwymiarowych) lub linii (w zagadnieniach dwuwymiarowych, np. w meteorologii) stałego ciśnienia, zwanej powierzchnią (linią) izobaryczną, skierowanego do obszaru o wyższym ciśnieniu i mającego wartość
{\displaystyle {\frac {\Delta P}{L}},}
gdzie {\displaystyle \Delta P} jest różnicą ciśnień w dwóch punktach leżących w odległości {\displaystyle L} od siebie na prostej prostopadłej do powierzchni (linii) izobarycznej. Wartość {\displaystyle L} zależy od obszaru zastosowań; np. w meteorologii typową wartością tego parametru jest 100 km.

## Własności
Gradient ciśnienia jest zawsze prostopadły do powierzchni izobarycznej skalarnego pola ciśnienia {\displaystyle P(x,y,z,t)} i skierowany w kierunku wzrastania jego wartości.

## Jednostki
W układzie SI jednostką gradientu ciśnienia jest paskal na metr (Pa/m).

## Zastosowania
Gradient ciśnienia ma fundamentalne znaczenie m.in. w meteorologii, mechanice płynów i hydrodynamice podziemnej, gdyż w przypadku istnienia niezerowego gradientu ciśnienia na płyn (np. powietrze lub wodę) działa dodatkowa siła proporcjonalna do gradientu ciśnienia wziętego ze znakiem minus. W układach, które są izotropowe i w których prędkości przepływu są małe (tzn. liczba Reynoldsa jest dostatecznie mała, by przepływ miał charakter pełzający), np. w hydrodynamice podziemnej, płyn porusza się dokładnie w kierunku przeciwnym do wektora gradientu ciśnienia. W hydrodynamice podziemnej dotyczy to zarówno prędkości filtracji, jak i prędkość adwekcji (z wyjątkiem przepływów w ośrodkach anizotropowych). Podczas przepływów w ośrodkach porowatych, zgodnie z prawem Darcy’ego, prędkość filtracji jest bowiem wprost proporcjonalna do wziętego ze znakiem minus gradientu ciśnienia płynu.
Gradient ciśnienia ma szczególne znaczenie w fizyce atmosfery. W atmosferach planetarnych gradient ciśnienia skierowany jest niemal pionowo w dół. Jego wartość w troposferze Ziemi wynosi ok. 9 Pa/m, czyli 90 hPa/km, jest więc łatwo mierzalna nawet domowym barometrem.
Ponieważ atmosferę ziemską można w pierwszym przybliżeniu traktować jak gaz doskonały w stanie równowagi hydrostatycznej, ciśnienie równe jest ciężarowi powietrza w słupie powietrza (o przekroju jednostkowym) ponad danym punktem. Dlatego pionowy gradient ciśnienia można związać z gęstością i temperaturą powietrza za pomocą następującego wzoru:
{\displaystyle {\frac {dP}{dz}}=-\rho g=-{\frac {mPg}{RT}},}
gdzie:
{\displaystyle P} – ciśnienie,
{\displaystyle z} – wysokość,
{\displaystyle \rho } – gęstość powietrza,
{\displaystyle g} – przyspieszenie ziemskie,
{\displaystyle R} – stałą gazową,
{\displaystyle T} – temperaturę bezwzględną,
{\displaystyle m} – masę molową gazu.
We wzorze tym wszystkie wielkości poza {\displaystyle R} są funkcjami {\displaystyle z.}
Skoro gradient ciśnienia jest proporcjonalny do gęstości powietrza na danej wysokości, w wyższych partiach atmosfery jest on szybko malejącą funkcją wysokości. Pionowa składowa gradientu ciśnienia atmosferycznego wytwarza siłę skierowaną do góry, która jest niemal doskonale równoważona przez skierowany w dół ciężar mas powietrza. Brak pełnego zrównoważenia składowej pionowej obserwuje się m.in. podczas burz.
Gradient ciśnienia atmosferycznego zwykle ma niewielką składową poziomą odpowiedzialną za powstawanie wiatrów. Dlatego w meteorologii powszechnie wykorzystuje się dwuwymiarowy rzut wektora gradientu ciśnienia na powierzchnię Ziemi zwany gradientem barycznym. W pobliżu powierzchni Ziemi składowa pozioma gradientu ciśnienia zwykle skierowana jest w kierunku mas powietrza o wysokim ciśnieniu (antycyklonów), jednak jej dokładny kierunek i wartość zależą od warunków pogodowych. W naszych szerokościach geograficznych typowe wartości poziomej składowej gradientu ciśnienia poza obszarami frontów atmosferycznych wynoszą ok. 10−2 Pa/m (czyli ok. 10 Pa/km).